# Любовь ничего не стоит
«Любо́вь ничего́ не сто́ит» (англ. Love Don't Cost a Thing) — молодёжная романтическая комедия, повествующая о жизни Элвина, который становится популярным благодаря дружбе с девушкой из группы поддержки Пэррис. Слоган — «Love Don’t Cost A Thing but it pays to be yourself». Премьера состоялась 12 декабря 2003 г. Фильм основан на фильме 1987 года Любовь нельзя купить (Can’t Buy Me Love).

## Сюжет
Элвин (Ник Кэннон) — что ни на есть неудачник; он школьник, подрабатывает чисткой бассейнов, а также вместе со своими друзьями собирает машину для конкурса. Пэрис (Кристина Милиан) — привлекательная и популярная девушка из группы поддержки. Однажды, как только уехала её мама, она поехала кататься на её автомобиле, но из-за несчастного случая помяла бампер. Понимая, что мать её убьёт, она отправляется в мастерскую и выясняет, что этот ремонт длительный и дорогостоящий. Элвин, пришедший в мастерскую за деталью, предлагает свою помощь. Взамен он просит Пэрис стать его подругой на два месяца. Но Пэрис соглашается только на две недели. Со временем популярность Элвина растёт, впрочем, как и влечение Пэрис к нему, но он этого не замечает. Спустя две недели, на пляжную вечеринку приходит Дрю (парень Пэрис, баскетболист, уехавший с командой в другой город на игры). Он узнаёт об отношениях Пэрис и говорит ей, что их отношениям пришёл конец. Пэрис просит Элвина рассказать Дрю о пари. После его отказа, она рассказывает всем об их сделке. И снова его популярность идёт на спад. Отец Элвина помогает ему купить деталь для автомобиля на конкурс. Затем на баскетбольном матче Элвин вступается за друзей, на которых начал наезжать один из недовольных баскетболистов. Конфликт исчерпан, и вновь Элвин на гребне популярности, и его друзья тоже. В финальной сцене Пэрис говорит своему бывшему, что он ей не нужен. Последние кадры фильма увенчиваются поцелуем Элвина и Пэрис.

## Роли исполняли

### В главных ролях
- Ник Кэннон — Элвин Джонсон
- Кристина Милиан — Пэрис Морган

### Второстепенные персонажи
- Стив Харви — Кларенс Джонсон
- Эл Томпсон — Тэд
- Эшли Моник Кларк — Арэта Джонсон
- Элаймю Нельсон — Дрю Хилтон
- Рассел У. Новард — Энтони
- Кинан Томпсон — Уолтер
- Кэл Пенн — Кеннет Уормэн
- Мелисса Шуман — Зои Пэркс
- Николь Робинсон — Ивонн Фримэн
- Рейган Гомес-Престон — Оливия
- Сэм Сэрпонг — Кэдим
- Ванесса Белл Кэллоуэй — Вивьен Джонсон
- Ванесса Белл-Гентлес — Энэклер Джонсон

## Сборы
Кассовые сборы на первой неделе показа в США составили $6 315 311 долларов США: в 1844 кинотеатрах по $3424 (в среднем), заняв таким образом четвёртое место. Фильм уступил картинам «Застрял в тебе», «Последний самурай», «Любовь по правилам и без». 11 марта 2004 года был последним днём показа фильма.

## Награды и номинации

### 2004 BET Comedy Awards
- Выдающаяся режиссура за лидерство по кассовому сбору (Outstanding Directing for a Box Office Movie) Трой Бейер (номинация)[7]

### 2004 Teen Choice Awards
(Премия Молодёжный выбор)
- Выбор за звездный прорыв (Choice Breakout Movie Star), актриса Кристина Милиан (номинация)
- Выбор за фильм (Choice Movie), Возрастной фильм (номинация)
- Выбор за фильм с спонтанной взаимной симпатией (Choice Movie Chemistry) Кристина Милиан, Ник Кэннон (номинация)
- Выбор за фильм с ложью (Choice Movie Liar) Ник Кэннон (номинация)
- Выбор за фильм Liplock (Choice Movie Liplock) Кристина Милиан, Ник Кэннон (номинация)